# Qui êtes-vous inspecteur Chandler ?
Pour plus de détails, voir Fiche technique et Distribution.
Qui êtes-vous inspecteur Chandler dont le titre original est Troppo per vivere... poco per morire, est un film italo-français de genre giallo, réalisé par Michele Lupo et sorti en 1967.

## Synopsis
Dans la capitale anglaise du très en vogue Swinging London de la fin des années 1960, un défilé de mode très branché est organisé avec de très riches exposants et leurs joyeux prestigieux. Très rapidement, une équipe de malfaiteurs réussit à prendre possession d'un grand nombre des bijoux devant être présentés, bien qu'étant sous étroit contrôle la police du pays. Nommé pour diriger l'enquête, l'inspecteur Chandler de Scotland Yard est concurrencé par le journaliste Robert Foster, lequel procède à ses propres investigations. La jolie et troublante Arabelle apparaît dans l'histoire et semble jouer un rôle déterminant dans l'affaire. Le journaliste se fait berner car il permet lui-même l'évasion du butin, caché dans son appareil-photo. S'ensuivent des péripéties, courses poursuites, combats au corps à corps et différents retournements, avant que Foster ne puisse démasquer le responsable des truands et à le remettre sous l'autorité de Scotland Yard. 

## Fiche technique
- Titre original : Troppo per vivere... poco per morire
- Réalisation : Michele Lupo
- Scénario : Alessandro Continenza, Ernesto Gastaldi, Paolo Levi et Fabio Carpi
- Photographie : Franco Villa (de) et Stelvio Massi
- Musique : Francesco De Masi
- Montage : Antonieta Zita
- Décors : Pier Vittorio Marchi et Franco D'Andria
- Costumes : Walter Patriarca
- Son : Franco Basso et Bruno Brunacci
- Pays d'origine :  Italie |  France
- Genre : Giallo
- Durée : 90 min
- Dates de sortie : 
  -  Italie : 1967
  -  Pays-Bas : 23 janvier 1969
  -  Japon : 14 octobre 1969
  -  Norvège : 23 novembre 1970
  -  France : 13 août 1975
- Affiche : Jean Mascii (France)

## Distribution
- Claudio Brook : Robert Foster
- Daniela Bianchi : Arabella Finney, de la Lloyd
- Sydney Chaplin : inspecteur Chandler
- Jess Hahn : Boris
- Paolo Gozlino : Gordon Smash
- Yves Vincent : Felton
- Tina Aumont : Dolly
- Raymond Bussières : l'employé des wagons-lits
- Stefania Careddu : Katia
- Nazzareno Zamperla : Flash
- Jacques Herlin : un acteur au récital
- Anthony Dawson : Docteur Evans
- Harriet Medin White : l'assistante du Dr.Evans
- Andrea Bosic : Mr. Carter, le diplomate
- George Wang : Chang
- Pietro Ceccarelli (it) : un membre du gang
- John Bartha : le détective de l'hôtel
- John Karlsen : un photographe au night-club
- Bill Vanders : l'éditeur du journal
- Silvio Laurenzi : costumier homosexuel